# Campionati europei di ciclismo su strada 2018 - Gara in linea femminile Elite
La gara in linea femminile Elite dei Campionati europei di ciclismo su strada 2018, terza edizione della prova, si disputò il 5 agosto 2018 con partenza ed arrivo a Glasgow, in Regno Unito. La vittoria fu appannaggio dell'italiana Marta Bastianelli, che terminò la gara in 3h28'15", precedendo l'olandese Marianne Vos e la tedesca Lisa Brennauer.
Sul traguardo di Glasgow 73 cicliste su 107 partenti, portarono a termine la competizione.

## Squadre e corridori partecipanti
| N.    | Cod. | Squadra       |
| ----- | ---- | ------------- |
| 1-8   | NLD  | Paesi Bassi   |
| 9-16  | ITA  | Italia        |
| 17-22 | BEL  | Belgio        |
| 23-30 | DEU  | Germania      |
| 31-38 | FRA  | Francia       |
| 39-44 | POL  | Polonia       |
| 45-52 | GBR  | Gran Bretagna |
| 53-56 | RUS  | Russia        |
| 57-62 | ESP  | Spagna        |
| 63-66 | DNK  | Danimarca     |
| 67-69 | LUX  | Lussemburgo   |
| 70-73 | SVN  | Slovenia      |
| 74-77 | SWE  | Svezia        |
| 78-81 | NOR  | Norvegia      |

| N.      | Cod. | Squadra     |
| ------- | ---- | ----------- |
| 82-84   | FIN  | Finlandia   |
| 85      | BLR  | Bielorussia |
| 86-87   | LTU  | Lituania    |
| 88-90   | AUT  | Austria     |
| 91-92   | CHE  | Svizzera    |
| 93-95   | ISR  | Israele     |
| 96      | CZE  | Rep. Ceca   |
| 97      | AZE  | Azerbaigian |
| 98      | ROM  | Romania     |
| 99      | IRL  | Irlanda     |
| 100-101 | SVK  | Slovacchia  |
| 102     | LAT  | Lettonia    |
| 103     | EST  | Estonia     |
| 104-107 | UKR  | Ucraina     |

## Ordine d'arrivo (Top 10)
| Pos. | Corridore            | Squadra     | Tempo    |
| ---- | -------------------- | ----------- | -------- |
| 1    | Marta Bastianelli    | Italia      | 2h51'13" |
| 2    | Marianne Vos         | Paesi Bassi | s.t.     |
| 3    | Lisa Brennauer       | Germania    | s.t.     |
| 4    | Elena Cecchini       | Italia      | s.t.     |
| 5    | Rasa Leleivytė       | Lituania    | s.t.     |
| 6    | Christina Siggaard   | Danimarca   | s.t.     |
| 7    | Kaat Hannes          | Belgio      | s.t.     |
| 8    | Anna van der Breggen | Paesi Bassi | s.t.     |
| 9    | Lorena Wiebes        | Paesi Bassi | s.t.     |
| 10   | Danielle Rowe        | G. Bretagna | s.t.     |